# Jean-Gabriel Mortamet
Pour les articles homonymes, voir Mortamet.
Jean Gabriel Marie Mortamet, né le 23 août 1930 à Lyon et mort le 18 décembre 2007 à Lyon, est un architecte en chef des monuments historiques français.

## Biographie
Il est le fils de l'architecte Louis Mortamet et le petit-fils de l'architecte Gabriel Mortamet (1865-1942).

## Réalisations
- 1963-1966 : réaménagement de l'église Saint-André de Lyon[1]
- 1973 : réaménagement et agrandissement de la boutique Benoit-Guyot à Lyon.

## Sources
- Maryannick Lavigne Louis, "Jean-Gabriel Mortamet", in Dominique Saint-Pierre (dir.), Dictionnaire historique des académiciens de Lyon 1700-2016, Lyon : Éditions de l'Académie (4, rue Adolphe Max, 69005 Lyon), 2017, p. 928-929.

- Archives municipales de Lyon, fonds 51 II et 9 SP.